# صافيناز الجندي
صافيناز الجندي ممثلة مصرية، عملت في بداية حياتها من خلال المسرح منذ نشأة مسرح التليفزيون، وعملت فيه لأكثر من ثلاثين عامًا، ومن أعمالها المسرحية (الزلزال) وكان آخر أعمالها في المسرح هي مسرحية (هند والحجاج). بالإضافة للمسرح، عملت صافيناز بين السينما والتليفزيون، فشاركت سينمائيًا في أفلام (المنسي، استاكوزا)، وتليفزيونيًا في مسلسلات (هو وهي، الكابتن جودة، بطل الدوري، فرصة العمر). توفيت في عام 2000.